# John Bevis
John Bevis (10 tháng 11 năm 1695 tại Salisbury, Wiltshire - 6 tháng 11 năm 1771) là một bác sĩ người Anh, nhà nghiên cứu điện và nhà thiên văn học. Ông được biết đến nhiều nhất khi khám phá Tinh vân Con cua năm 1731.
Năm 1731, Bevis là người đầu tiên quan sát tinh vân Con cua, 27 năm trước khi Charles Messier khám phá lại nó một cách độc lập vào năm 1758. Công việc và danh mục của Messier trở nên phổ biến trong những năm qua, Bevis biết được danh mục các vật thể Diffuse of Messier và thông báo cho anh ta bằng thư(ngày 10 tháng 6 năm 1771), rằng chính ông đã quan sát tinh vân được chỉ định là M1 bởi Messier, sau đó thêm một ghi chú trong các phiên bản tiếp theo của danh mục để mọi người nhận ra quyền tác giả của khám phá là Bevis.
Bevis cũng đã quan sát thấy sự huyền bí bởi Sao Kim của Sao Thủy vào ngày 28 tháng 5 năm 1737 NS, (17 tháng 5 năm 1737 HĐH) và quan sát và tìm thấy một quy tắc dự đoán về sự che khuất các mặt trăng của Sao Mộc. Từ những quan sát được thực hiện với kính viễn vọng của mình tại Stoke Newington, Middlesex, ông đã biên soạn một danh mục sao (nhiều hơn một tập bản đồ) mang tên Uranographia Britannica vào khoảng năm 1750.
Năm 1738, Bevis có một đài quan sát thiên văn tư nhân được xây dựng tại Stoke Newington, Middlesex, từ đó ông thực hiện các quan sát nhằm chuẩn bị cho tập bản đồ thiên thể của riêng mình: Uranographia Britannica, hoàn thành năm 1750. Thật không may, biên tập viên của Bevis, người đã tài trợ cho công việc, đã phá sản ngay trước khi in tập bản đồ, và các bản khắc được niêm phong. Chỉ có một vài bản sao của cuốn sách cuối cùng được in vào năm 1786, rất lâu sau cái chết của Bevis, dưới tiêu đề Atlas celeste, và không có tên của John Bevis được đề cập.
Bevis là một trong hai người Anh duy nhất (cùng với Nicholas Munckley, cũng là một bác sĩ), người chắc chắn đã quan sát thấy sự trở lại đầu tiên của sao chổi Halley được dự đoán bằng phép tính [Cái gì?]. Cá nhân ông đã quan sát nó vào ngày 1 và 2 tháng 5 năm 1759.
Năm 1757, Bevis xuất bản ở Luân Đôn một tập về Lịch sử và triết lý về động đất(The History and Philosophy of Earthquakes), trong đó ông đã thu thập các tài khoản về trận động đất Lisbon từ nhiều nguồn xác thực khác nhau. Khảo sát của ông, lần đầu tiên thuộc loại này, sau đó đã được John Michell (1761) sử dụng.
Cũng trong năm 1757, Bevis được nhà thám hiểm Thomas Hughes yêu cầu khám phá lý do tại sao không có hoa nào mọc trong khu vườn của ông tại Bagnigge House, nằm ở khu vực gần 61-63 King's Cross Road, London. Ông thấy nước từ giếng trên công trường đầy sắt. Trong nghiên cứu này, một cái giếng thứ hai đã được đào, nước từ đó được tìm thấy là một loại thuốc tẩy tốt. Điều này dẫn đến việc thành lập một trong những spa nổi tiếng nhất thế kỷ 18, Bagnigge Wells, vào năm sau.
Ông cũng đã quan sát sự di chuyển của Sao Kim trước Mặt trời vào năm 1769. Nhân dịp này, ông là người đầu tiên mô tả và vẽ một bản vẽ chính xác về "hiện tượng giọt đen", trong đó hình dạng rõ ràng của Sao Kim xuất hiện hơi bị biến dạng ngay tại khoảnh khắc khi nó tiếp xúc với cạnh của đĩa mặt trời.
Ông được bầu làm thành viên của Hiệp hội Hoàng gia vào tháng 11 năm 1765. Ông nhận bằng B.A. từ Christ Church, Oxford năm 1715 và M.A. cũng có vào năm 1718.